# Krzyż (gromada w powiecie chojnickim)
Krzyż – dawna gromada, czyli najmniejsza jednostka podziału terytorialnego Polskiej Rzeczypospolitej Ludowej w latach 1954–1972.
Gromady, z gromadzkimi radami narodowymi (GRN) jako organami władzy najniższego stopnia na wsi, funkcjonowały od reformy reorganizującej administrację wiejską przeprowadzonej jesienią 1954 do momentu ich zniesienia z dniem 1 stycznia 1973, tym samym wypierając organizację gminną w latach 1954–1972.
Gromadę Krzyż z siedzibą GRN w Krzyżu utworzono – jako jedną z 8759 gromad na obszarze Polski – w powiecie chojnickim w woj. bydgoskim, na mocy uchwały nr 24/5 WRN w Bydgoszczy z dnia 5 października 1954. W skład jednostki weszły obszary dotychczasowych gromad Cis, Bielawy i Łukowo ze zniesionej gminy Czersk w tymże powiecie. Dla gromady ustalono 23 członków gromadzkiej rady narodowej.
31 grudnia 1959 z gromady Krzyż wyłączono wieś Łukowo, włączając ją do gromady Ostrowite w tymże powiecie.
Gromadę zniesiono 31 grudnia 1961, a jej obszar włączono do gromady Czersk w tymże powiecie.